# Entre Douro et Vouga

Localisation de l'Entre Douro et Vouga

L'Entre Douro et Vouga – en portugais : Entre Douro e Vouga – est une des 30 sous-régions statistiques du Portugal.
Avec 7 autres sous-régions, il forme la région Nord.

## Géographie
L'Entre Douro et Vouga est limitrophe :
- au nord, du Grand Porto et de la Tâmega,
- à l'est, du Dão-Lafões,
- au sud et à l'ouest, de la Basse Vouga.

## Données diverses
- Superficie : 859 km2.
- Population (2001) : 276 814 hab.
- Densité de population : 322,25 hab./km2

## Subdivisions
L'Entre Douro et Vouga groupe cinq municipalités (conselhos ou municípios, en portugais) :
- Arouca
- Oliveira de Azeméis
- Santa Maria da Feira
- São João da Madeira
- Vale de Cambra

1. 1 2  « Official Journal L 87/2023 », sur eur-lex.europa.eu (consulté le 13 janvier 2024)